# Xenophysa xenogramma
Xenophysa xenogramma är en fjärilsart som beskrevs av Charles Boursin 1969. Xenophysa xenogramma ingår i släktet Xenophysa och familjen nattflyn. Inga underarter finns listade i Catalogue of Life.